# Балицкий, Евгений Витальевич
Евге́ний Вита́льевич Ба́лицкий (укр. Євген Віталійович Балицький; род. 10 декабря 1969, Мелитополь, Запорожская область) — украинский и российский политический и государственный деятель, пророссийский коллаборационист. Установленный Россией губернатор Запорожской области с 23 сентября 2023 года (до этого — временно исполняющий обязанности губернатора с 4 октября 2022 года).
Народный депутат Верховной рады Украины VII и VIII созыва. Председатель подкомитета по вопросам охраны и рационального использования недр, водных ресурсов Комитета Верховной Рады Украины по вопросам экологической политики, природопользования и ликвидации последствий Чернобыльской катастрофы.
В 2022 году после российской оккупации части Запорожской области в ходе вторжения на Украину пошёл на сотрудничество с Россией и был назначен главой оккупационной «Военно-гражданской администрации Запорожской области».
Старший научный сотрудник Института мировой экономики (Киев). Совладелец мелитопольского телеканала «МТВ+» и ряда других СМИ, председатель правления ООО «Агат».
С 2022 года, как коллаборационист и причастный к краже зерна, находится под международными санкциями всех стран Евросоюза, США, Великобритании и ряда других стран.

## Биография
Родился 10 декабря 1969 года в Мелитополе, в семье военного авиатора. В 1987 году окончил среднюю школу. В 1991 году окончил Тамбовское высшее военное авиационное училище лётчиков по специальности «лётчик-инженер» 3-го класса. 4 года служил в различных авиационных гарнизонах, а в 1995 году был уволен в запас из Мелитопольского полка военно-транспортной авиации в звании капитана.
В 1995—1997 годах был руководителем ЧП «ОлЖеКа», занимавшегося продажей и гарантийным ремонтом бытовой техники в Мелитополе. В 1996 году «ОлЖеКа» учредило первую FM-радиостанцию в Мелитополе — «Южный простор».
С 1997 года Евгений Балицкий руководил Мелитопольским пивоваренным заводом, и только в 2007 продал контрольный пакет акций этого предприятия. С 2000 года руководил мелитопольским заводом «Автогидроагрегат», по состоянию на 2012 год был заместителем директора по экономике на «Автогидроагрегате». И Мелитопольский пивоваренный завод, и «Автогидроагрегат» под руководством Балицкого вышли из кризиса и добились заметных производственных успехов.
В 1998—2002 годах Евгений Балицкий был депутатом Запорожского областного совета. При этом по состоянию на 2004 год он оставался беспартийным. В 2010—2012 годах — депутат Запорожского областного совета 6-го созыва по спискам Партии регионов, член постоянной комиссии по вопросам бюджета, а также исполняющий обязанности директора департамента в министерстве экономики и по вопросам евроинтеграции Кабинета министров Украины.
В 2010—2012 годах — депутат Запорожского областного совета 6-го созыва по спискам Партии регионов, член постоянной комиссии по вопросам бюджета, а также исполняющий обязанности директора департамента в министерстве экономики и по вопросам евроинтеграции Кабинета министров Украины.
В 2012—2019 годах — народный депутат Верховной рады Украины.

### Народный депутат Украины
С ноября 2012 года народный депутат Верховной рады Украины VII созыва, избран по одномандатному избирательному округу № 80.
14 февраля 2014 года избран заместителем председателя городской партийной организации. В апреле Евгений Витальевич занялся решением экологических проблем на Молочном лимане.
3 июня 2014 года Евгений Балицкий покинул фракцию Партии регионов в парламенте.
На внеочередных парламентских выборах 30 октября 2014 года был избран народным депутатом Верховной Рады Украины VIII созыва по одномандатному избирательному округу № 80 (Запорожская область). 15 мая 2015 года вошёл в парламентскую фракцию «Оппозиционного блока».
Является одним из депутатов, голосовавших за законы 16 января 2014 года.
2 июля 2014 объявил о регистрации депутатской группы «За мир и стабильность». Депутаты этой группы 17 сентября 2014 посетили заседание Госдумы РФ. Балицкого среди них не было, потому что он отказался от приглашения.
14 августа 2015 года утром на проспекте 50-летия Победы произошёл конфликт, Балицкий сопровождал предпринимателя, который решил установить два билборда, срезанных накануне по предписанию городской комиссии по предупреждению чрезвычайных ситуаций.
12 июля 2016, несмотря на постоянный контроль СМИ за порядком голосования, Балицкий кроме себя, прикрываясь пиджаком, проголосовал ещё за двух коллег-депутатов, которые отсутствовали на своих местах.
14 июля 2016 Балицкий показал средний палец журналисту, что снимал его во время голосования в Верховной Раде.
26 декабря 2016 внёс проект закона «Об обеспечении государственной поддержки мероприятий по развитию, популяризации и защите русского языка, других языков национальных меньшинств в Украине». По утверждениям СБУ, организация подачи закона курировалась и оплачивалась иностранными заказчиками.
С 2018 года фактически проживал с семьёй на территории Крыма, куда вывел свой бизнес.

### Во время вторжения России на Украину
В феврале 2022 года, после вторжения России на Украину, Балицкий вошёл в состав российской оккупационной администрации Мелитополя.
Позднее был назначен главой российской оккупационной Военно-гражданской администрации Запорожской области. В феврале 2024 года рассказал о том, что в этот период российская оккупационная администрация депортировала большое количество гражданского населения, которое не поддержало российское нападение на Украину и российскую оккупацию.
Контролирует деятельность компании, занимающейся вывозом зерна с оккупированной территории Запорожской области.
5 июля 2022 года сообщил, что одним из первых в области получил российский паспорт.
26 сентября 2022 года вступил в партию «Единая Россия».

## Санкции
25 декабря 2018 года включён в санкционный список России (исключен из списка постановлением Правительства РФ от 26.11.2022 № 2151).
27 июня 2022 года, на фоне вторжения России на Украину, включён в санкционный список Канады «пророссийских прокси» за «соучастие в неоправданном вторжении России в Украину».
21 июля 2022 года включён в санкционный список всех стран Евросоюза так как «сотрудничал с российскими властями в украинском городе Мелитополь, поддержал назначение Галины Данильченко мэром Мелитополя после похищения законного мэра».
15 сентября 2022 года включён в санкционные списки США, так как «курирует изъятие украинского зерна из Запорожской области».
По аналогичным основаниям находится в санкционных списках Великобритании, Швейцарии, Австралии, Японии, Украины и Новой Зеландии.

## Уголовное преследование
В 2015 году Балицкий стал фигурантом уголовного дела о хищении и присвоении 37 млн гривен (около $1,5 млн по курсу декабря 2015 года) государственных средств. По данным следствия, семья Балицких в 2008 году взяла кредит в «Укрэксимбанке» под залог имущества одного из своих предприятий «Мелитопольского завода подшипников скольжения», и сразу же начала завод банкротить. Cуд признал директора завода виновным в доведении предприятия до банкротства, оштрафовал на 8500 гривен (около $380 по курсу 2015 года), было возбуждено дело о присвоении денег банка, однако до суда дело так и не дошло.
В 2017 году прокуратура Украины возбудила против Балицкого уголовное дело за сепаратистские высказывания: Балицкий угрожал «уехать из Украины вместе со своим округом».
В июне 2023 года Балицкого на Украине заочно осудили по статьям об организации незаконного референдума и попытке изменить границы Украины. Его приговорили к 15 годам заключения с конфискацией имущества. Год спустя украинский суд постановил национализировать конфискованное, включая пять легких самолётов и компанию по ремонту авиатехники. Общая оценка имущества — 120 миллионов гривен.

## Взгляды
В 2020 г. в интервью каналу InterVizor рассказал о причинах аннексии Крыма, о ситуации на Донбассе, о Минских соглашениях: 
Надежда в отношении Крыма и Донбасса умерла. Я постоянно бываю в Крыму, там у меня два сына (старший по здоровью, средний учится). После общения с крымчанами, а я много общаюсь, (понимаю) не вернётся Крым, и надо эту идею оформлять на уровне государства. Украина сделала все, чтобы Крым не вернулся. Его отдали без единого выстрела, за него никто не воевал. В Донбассе легко воевать с шахтёрами, понятно, а за Крым же никто не воевал….

Тем не менее, в период до начала российской агрессии 2022 г. публично высказывал поддержку стремления Украины к ассоциации с ЕС 
Если даже мы не подпишем сейчас Соглашение об ассоциации, себе мы даем отчет, что сделан огромный шаг, который приблизил нас к европейским стандартам. Парламент несёт ответственность за судьбу страны. Мы приблизились к европейским ценностям и не важно, будет ли подписано Соглашение об ассоциации, самое главное — строить Европу у себя, создавать её в Украине. А подписание соглашения — это вопрос времени. Но сейчас мы должны отстаивать свои экономические интересы. Мы понимаем, что необходима передышка, необходима стабилизация экономики, и затем мы пойдем дальше, мы будем в Европе в любом случае»

## Награды
- 24 августа 2013 — орден «За заслуги» III степени (Украина) — за значительный личный вклад в государственное строительство, социально-экономическое, научно-техническое, культурно-образовательное развитие Украины, весомые трудовые достижения и высокий профессионализм[37][38].
- 2022 — орден «За заслуги перед Отечеством» III степени (Россия)[39].

## Семья
Отец — Виталий Брониславович Балицкий (1944). Служил военным лётчиком. С 1991 года занялся частным бизнесом, участвовал в руководстве ЧП «ОлЖеКа», Мелитопольским пивоваренным заводом и «Автогидроагрегатом», возглавлял промышленно-финансовую группу «Украина—Юго-Восток». Был председателем правления мелитопольской организации Народно-демократической партии Украины. Мать — Нина Васильевна Балицкая (1947).
Старший брат — Олег Балицкий (1966—2013). Как и Евгений, окончил Тамбовское высшее военное авиационное училище. В 1990-е годы занялся частным бизнесом. Был депутатом Мелитопольского городского совета. Погиб в 2013 году.
Младшая сестра — Екатерина Балицкая (1987).
Жена — Наталия Николаевна, педагог-психолог, директор ЧП ТРК «ОлЖеКа»
Сыновья — Александр (1992), Сергей (2000), Иван (2006).